# Rozdol, Berezivka
Rozdol (în ucraineană Роздол) este un sat în comuna Berezivka din raionul Berezivka, regiunea Odesa, Ucraina.

## Demografie
Componența lingvistică a localității Rozdol
     Ucraineană (95,15%)
     Rusă (2,86%)
     Alte limbi (1,74%)
Conform recensământului din 2001, majoritatea populației localității Rozdol era vorbitoare de ucraineană (95,15%), existând în minoritate și vorbitori de rusă (2,86%).